# 옥스보우 인서던트
《옥스보우 인서던트》(The Ox-Bow Incident)는 미국에서 제작된 윌리엄 웰먼 감독의 1943년 범죄, 드라마, 서부 영화이다. 헨리 폰다 등이 주연으로 출연하였다.
제16회 아카데미상에서 아카데미 작품상 부문에 후보로 지명되었다.

## 출연

### 주연
- 헨리 폰다
- 데이나 앤드루스

### 조연
- 해리 모건
- 앤서니 퀸
- 제인 다웰
- 프란시스 포드
- 해리 대번포트
- 윌리엄 에이스
- 프랭크 콘로이